# Cyanophrys herodotus
Espèce
Cyanophrys herodotus est une espèce d'insectes lépidoptères de la famille des Lycaenidae, de la sous-famille des Theclinae, du genre Cyanophrys.

## Dénomination
Cyanophrys herodotus a été décrit par Johan Christian Fabricius en 1793 sous le nom initial de Hesperia herodotus;
Synonyhes : Thecla leucania Hewitson, 1868 ; Thecla sicrana Jones, 1912 ; Thecla detesta Clench, 1946 ; Cyanophrys circumcyanophrys d'Abrera, 1995 (panama) ; Cyanophrys amyntoides d'Abrera, 1995 (Pérou) ; Cyanophrys sicranoides d'Abrera, 1995 (Bolivie) ; Callophrys brazilensis d'Abrera, 1995 (Brésil) ; Cyanophrys amyntoides Johnson & Le Crom, 1997 ; Cyanophrys distractus howei Johnson & Le Crom, 1997 ; Cyanophrys pseudocallophria Johnson & Le Crom, 1997 ; Cyanophrys descimoni Johnson & Le Crom, 1997 ; Cyanophrys gigantus Johnson & Le Crom, 1997 ; Cyanophrys rachelae Johnson & Le Crom, 1997; Plesiocyanophrys ricardo Johnson & Kruse, 1997 ; Plesiocyanophrys brazilensis Johnson & Kruse, 1997 ; Cyanophrys sullivani Johnson & Kruse, 1997.

### Nom vernaculaire
Cyanophrys herodotus se nomme Tropical Greenstreak en anglais.

## Description
Cyanophrys herodotus est un très petit papillon d'une envergure de 22 mm à 29 mm aux antennes et aux ailes annelées de noir et de blanc, avec une fine queue à chaque aile postérieure.
Le dessus est bleu est marron largement suffusé de bleu clair métallisé.
Le revers est vert clair avec un ocelle anal marron.

## Biologie
Cyanophrys herodotus vole toute l'année au Mexique et en Amérique centrale, de mai à octobre dans le Sud du Texas.

### Plantes hôtes
Les plantes hôtes de sa chenille sont des Verbenaceae, Cornutia grandifolia, Lantana camara et  Clerodendron paniculatum, des Anacardiaceae Lithraea brasiliensis, Mangifera indica et Schinus molle, des Mikania (Asteraceae dont Mikania scandens).

## Écologie et distribution
Cyanophrys herodotus est présent dans le Sud du Texas, au Mexique, au Guatemala, au Panama, au Nicaragua, en Colombie, en Équateur, au Pérou, au Paraguay, en Argentine, au Brésil et en Guyane,.

### Biotope
Cyanophrys herodotus réside en forêt subtropicale et tropicale humide et en forêt tropicale sèche,.

### Protection
Pas de statut de protection particulier.